# Championnats d'Europe de BMX freestyle

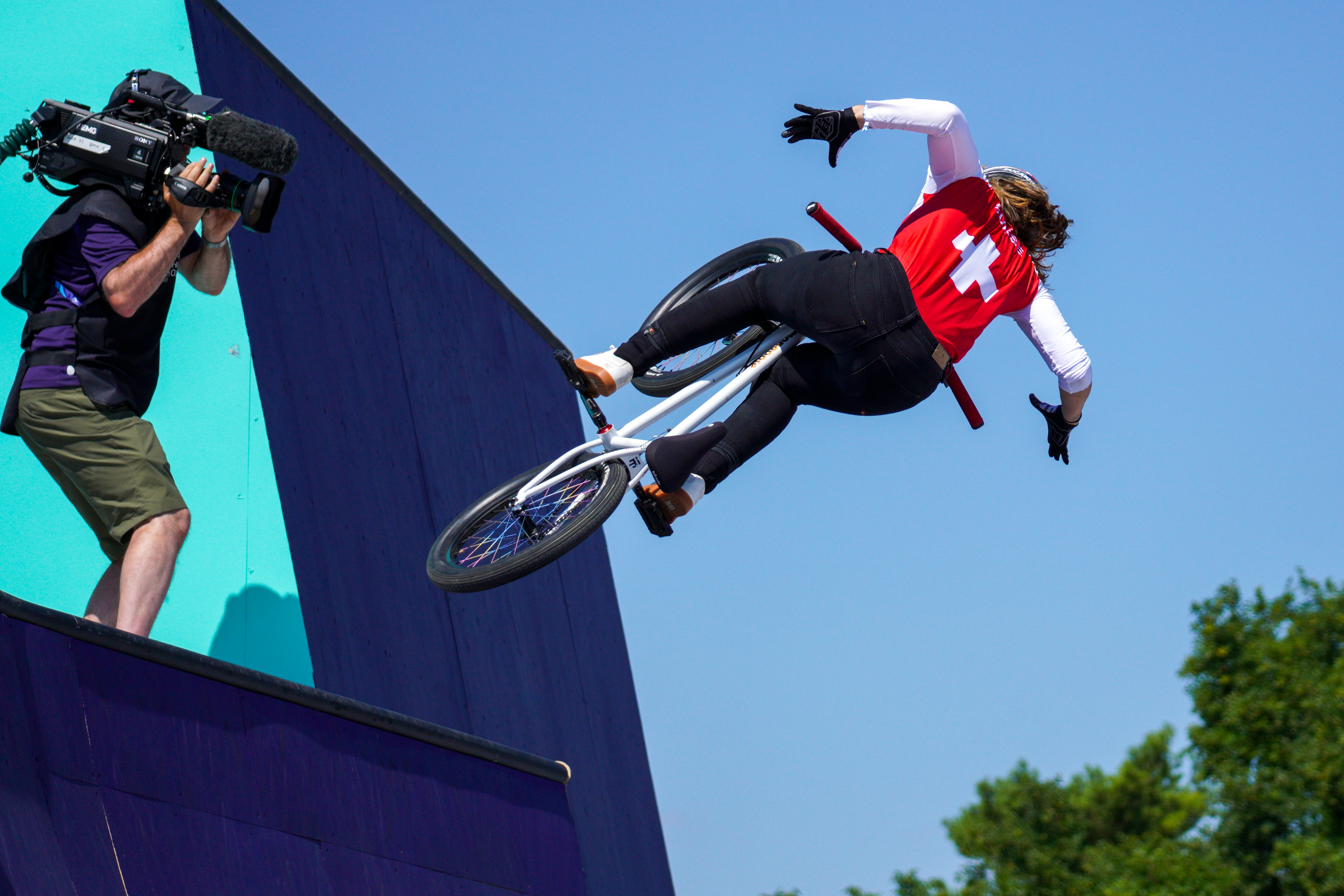
Nikita Ducarroz lors des championnats d'Europe de 2022

Les championnats d'Europe de BMX freestyle sont des compétitions de BMX freestyle organisées par l'Union européenne de cyclisme et faisant concourir des cyclistes issus des pays membres de l'UEC. 
Depuis 1982, des championnats d'Europe de BMX racing sont également organisés.

## Éditions
| Année | Lieu                                        | Ville                                       |
| ----- | ------------------------------------------- | ------------------------------------------- |
| 2019  | Suisse                                      | Cadenazzo                                   |
| 2020  | Annulé en raison de la pandémie de Covid-19 | Annulé en raison de la pandémie de Covid-19 |
| 2021  | Russie Allemagne                            | Moscou (Park) Bochum (Flat)                 |
| 2022  | Allemagne                                   | Munich                                      |
| 2023  | Pologne Allemagne                           | Krzeszowice (Park) Duisbourg (Flat)         |
| 2024  | Suisse Luxembourg                           | Cadenazzo (Park) Luxembourg (Flat)          |

## Palmarès masculin

### BMX Freestyle Park
| Année | Champion         | Deuxième         | Troisième          |
| 2019  | Anthony Jeanjean | Marin Ranteš     | Declan Brooks      |
| 2021  | Anthony Jeanjean | Irek Rizaev      | Konstantin Andreev |
| 2022  | Anthony Jeanjean | Kieran Reilly    | Marin Ranteš       |
| 2023  | Kieran Reilly    | Anthony Jeanjean | Declan Brooks      |
| 2024  | Kieran Reilly    | Anthony Jeanjean | Dylan Hessey       |

### BMX Freestyle Flatland
| Année | Champion         | Deuxième       | Troisième         |
| 2021  | Matthias Dandois | Varo Hernandez | Alexandre Jumelin |
| 2023  | Matthias Dandois | Jorge Gómez    | Varo Hernandez    |

## Palmarès féminin

### BMX Freestyle Park
| Année | Championne            | Deuxième         | Troisième                |
| 2019  | Charlotte Worthington | Lara Lessmann    | Elizaveta Posadskikh     |
| 2021  | Nikita Ducarroz       | Lara Lessmann    | Teresa Fernández-Miranda |
| 2022  | Iveta Miculyčová      | Kim Lea Müller   | Laury Perez              |
| 2023  | Iveta Miculyčová      | Kim Lea Müller   | Laury Perez              |
| 2024  | Sasha Pardoe          | Iveta Miculyčová | Nikita Ducarroz          |

### BMX Freestyle Flatland
| Année | Championne      | Deuxième        | Troisième    |
| 2021  | Irina Sadovnik  | Louise Seigneur | Julia Preuss |
| 2023  | Jeanne Seigneur | Louise Seigneur | Julia Preuss |